# Хамідуллін Салават Ішмухаметович
Салават Ішмухаметович Хамідуллін (народився 1 червня 1968, Стерлітамак) — російський історик, кандидат історичних наук, журналіст, продюсер, ведучий та автор телепроєктів.

## Біографія
В 1990-1991 роки Салават Хамідуллін працював кореспондентом газети «Витоки».
Отримав освіту на історичному факультеті Башкирського державного університету, який закінчив у 1992 році.
1991-1995 роки його призначають на посаду редактора молодіжної редакції республіканського телебачення та керівника творчого об'єднання «Молодість».
В наступні роки працював кореспондентом інформаційної програми «Республіка», редактором творчого об'єднання «Гілем», редактором творчого об'єднання громадсько-політичних програм, начальником відділу пізнавальних та історичних програм, керівником редакції пізнавальних програм студії Башкирського супутникового телебачення.
Автор і телеведучий телепроєктів «Історичне середовище» і «КЛІО».
Одружений, є син.

## Книги і публікації
- "Утворення "Великої Башкирії": як це було..."
- До питання про назву середньовічної Уфи
- "Бурджани в історії Євразії"
- «Бурджани: джерела, історія вивчення, гіпотези». Дисертація на здобуття наукового ступеня кандидата історичних наук.
- "Історія башкирських родів"
- Мурад Рамзі. Талфік аль-ахбар

## Фільмографія
- «З глибини віків»;
- «На зламі часів»;
- «Богорятований град Уфа»;
- «Зібрання історій про країну аль-Башкурт»;
- «Про що мовчать степові кургани» — фільм розповідає про сарматську культуру через унікальну колекцію сарматського золота, що зберігається в Національному музеї РБ;
- «Біля злиття трьох річок» — документальний фільм, що розповідає про заснування Уфи і про уфимські старожитності;
- «Музи Кліо глас суворий»;
- «Заколот» — документальний фільм про антибільшовицьке повстання в Бураєвській волості;
- трилогія «Народжені для слави» (про генералів Т. Кусимова і М. Шаймуратова, комбрига М. Муртазіна);
- «Вони вірили в перемогу» (про Велику Вітчизняну війну);
- «Рівнина надій» (про повстання Батирші) та ін.
- Відеоканал Bashkirica

## Нагороди та премії
- Лауреат Державної премії Республіки Башкортостан імені Салавата Юлаєва за проєкт «Історичне середовище» (2012)[3].
- Лауреат Республіканської премії в галузі журналістики імені Шагіта Худайбердіна[4] (2000)

Нагороди за документальні фільми:
- І місце на ІІ Міжнародному фестивалі «Вічний вогонь» (Волгоград, 2000) за фільм «Генерал Шаймуратов»;
- I місце на Республіканському телефестивалі «Земля і люди» (Уфа, 2002) за фільм «Біля злиття трьох річок»;
- II премія Республіканського конкурсу ЗМІ «Столиці — 430» (Уфа, 2004), за цикл передач «Богорятований град Уфа».
- Номінант "Тефі-регіон-2007" за фільм "Під знаком Сатурна"